# Louis Bacon (chanteur)
Pour les articles homonymes, voir Louis Bacon et Bacon.
Louis Bacon était un trompettiste et chanteur de jazz américain né à Louisville (Kentucky) le 1er novembre 1904 et mort à New York le 8 décembre 1967.

## Repères discographiques
Enregistrements :
- Heebie Jeebies (avec Chik Webb, 1931)
- You Are My Lucky Star (avec Louis Armstrong, 1935)
- Jam With Bacon (avec Freddie Johnson, 1939)
- Sweet Lorraine (1939)